# Kraljevica
Kraljevica (wł. Porto Ré) – miasto w Chorwacji, w żupanii primorsko-gorskiej, siedziba miasta Kraljevica. W 2011 roku liczyło 2857 mieszkańców.
W stoczni w Porto Ré budowano m.in. jednostki pływające dla potrzeb Austro-Węgierskiej Marynarki Wojennej, w tym serię niszczycieli typu Tátra. Po II wojnie światowej nosiła ona imię Josipa Broza Tity. Po 283 latach działania stocznia została zlikwidowana